# Ферос, Патрик
Па́трик Ни́колас Фе́рос (англ. Patrick Nickolas Theros; род. 21 августа 1941, Анн-Арбор, Мичиган, США) — американский дипломат, посол США в Катаре (1995—1998). Специалист по Ближнему Востоку. Член Американо-греческого института (AHI) и Ордена святого апостола Андрея (архонт референдариус Вселенского Патриархата, 2004). Лауреат Почётной медали острова Эллис (2003). В совершенстве владеет испанским, арабским и греческим языками.

## Биография

### Ранние годы, семья и образование
Родился в греческой православной семье.
Отец Патрика иммигрировал в США с острова Лефкас (Греция) в 1913 году. Сначала он поселился в Су-Сити (Айова), где работал на Центральной железной дороге Иллинойса, позднее переехал в Детройт (Мичиган), где открыл кафе.
Мать Патрика была родом с острова Хиос (Греция). Имея высшее университетское образование (что в то время являлось большой редкостью для женщины), была учителем средней школы. На свой запрос она получила назначение на должность учителя на севере Греции, где правительство страны пыталось через образование ассимилировать большое число беженцев (см. Греко-турецкий обмен населением). В это же время болгарское правительство (сегодня — БЮРМ) выставляло противоречивые претензии на всю территорию Македонии, при этом занимаясь убийством греческих школьных учителей. Отец матери Патрика являлся священником, был активно вовлечён в политическую жизнь Греции, и в 1935 году даже принимал участие в попытке государственного переворота. Решив, что преподавание в Македонии является плохой идеей, и, имея политическое влияние и связи, он нашёл для своей дочери место в хорошей частной школе в Афинах. Однако это настолько оскорбило патриотические чувства молодой женщины, что, заключив фиктивный брак, она в 1930 году уехала в США и поселилась в городе Уоррен (Огайо), где проживали её сестра и брат. Когда дела её отца пошли плохо, он в 1935 году также мигрировал в Соединённые Штаты, где был назначен священником в новую церковь в Анн-Арборе. В совете директоров этой церкви также состоял отец Патрика. Отправившись однажды в Кантон (Огайо), он вместе со своим будущим тестем оказался в Уоррене, где и познакомился с его дочерью.
В 1950 году семья Патрика переехала в Вашингтон (округ Колумбия).
Посещал государственные школы в Мичигане, Огайо и округе Колумбия.
В 1963 году окончил Школу дипломатической службы Джорджтаунского университета.
Прошёл углубленные учебные курсы в Американском университете и Центральноамериканском университете в Манагуа (Никарагуа) (1967—1968).
В 1974 году обучался в Штабном колледже единых сил ВС США (Норфолк, Вирджиния).
В 1985—1986 годах — научный сотрудник Университета национальной обороны.

### Карьера

#### 1963—1999: кадровый дипломат

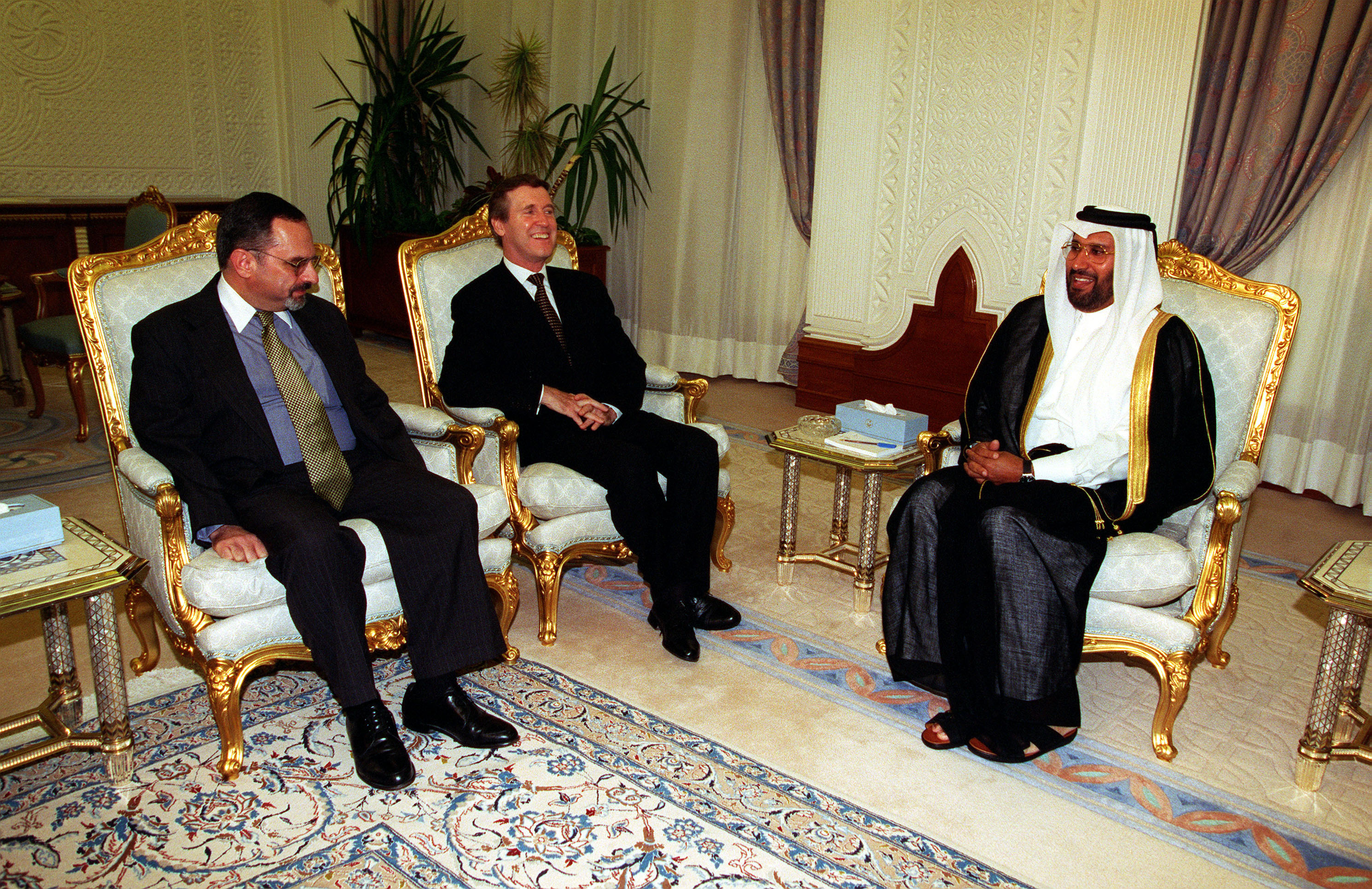
Посол США в Катаре Патрик Н. Ферос (слева), министр обороны США Уильям Коэн и министр иностранных дел Катара шейх Хамад бен Джасем Аль Тани (Доха, Катар, 10 октября 1998 года)

1976—1980: советник по экономике и торговле в Дамаске.
1980—1983: поверенный в делах и заместитель главы миссии в Абу-Даби.
1983—1986: директор бюро по военно-политическим вопросам при Государственном департаменте США.
1987—1991: заместитель главы миссии и сотрудник по политическим вопросам в Аммане.
1991—1993: советник по политическим вопросам главы Центрального командования Вооружённых сил США.
1993—1995: заместитель координатора по контртерроризму, ответственный за координацию всех действий США в борьбе с терроризмом за их пределами.
1995—1998: посол США в Катаре. В 1997 году добился от властей Катара, где до того существовал официальный запрет на проведение каких-либо церемоний, связанных с немусульманскими культами, совершить празднование православной Пасхи, для чего в страну был приглашён клирик Иерусалимской православной церкви архимандрит Феофил (Яннопулос). Первые богослужения проходили в частной резиденции американского посла.
Занимал другие должности на дипломатической службе в Саудовской Аравии, Ливане и Никарагуа, а также в Государственном департаменте.
В 1999 году предстоятель Иерусалимской православной церкви Патриарх Диодор посвятил Фероса в Орден Святого Гроба Господнего Иерусалимского.

#### 2000—н.в.
- 2017—н. в.: стратегический советник в аналитическом центре «Gulf International Forum»[14].
- 2016—н. в.: вице-председатель фирмы «Scepter Partners»[15].
- 2012—н. в.: член совета директоров Американской академии дипломатии.
- 2009—н. в.: член Института Ближнего Востока (Вашингтон) и совета директоров Совета по вопросам политики на Ближнем Востоке.
- 2002—н. в.: генеральный партнёр компании «Theros & Theros» (Вашингтон, округ Колумбия)[16][17].
- 1999—н. в.: представитель греко-православного патриарха Иерусалима в США[3], автор статей в греко-американской газете «The National Herald», член Совета по международным отношениям (участвовал в работе специальной рабочей группы по вопросам Турции)[9].
- 2000—2017: президент Американо-катарского делового совета.
- управляющий директор финансовой компании «BMB Group»[13].
- бывший член совета директоров организации «Qatar Foundation International».
- член консультативного совета Центра современных арабских исследований при Джорджтаунском университете.
- член некоммерческой правозащитной организации «Церкви за мир на Ближнем Востоке».
- член Арабо-американской ассоциации банкиров Америки.
- член Вашингтонского института иностранных дел[9][13].

Активно содействует укреплению отношений между США и Катаром.

## Политические взгляды
В 2003 году, в преддверии вторжения в Ирак, публично выступал решительно против этой военной операции.
Критикует политику президента Турции Р. Т. Эрдогана. Называет Турцию пособником террористической организации «Исламское государство».
Выступает за поддержание хороших связей Греции с арабскими странами, а также с Израилем.
Критикует политический истеблишмент Греции за отсутствие у него дипломатии и внешней политики как таковых.

## Личная жизнь
В браке с Аспазией Пахияннис имеет сына и двух дочерей.

## Награды и почести
- Награда «За выдающиеся заслуги»[англ.] от Государственного департамента США (четырежды: 1967, 1983, 1986, 1992);
- Почётная медаль острова Эллис (2003);
- Орден Заслуг (Катар) (1998);
- Награда «За отличную гражданскую службу» министра обороны[англ.] (1993);
- Президентская награда «За отличную службу кадровых служащих» (1992);
- Рыцарь-Командор Ордена Святого Гроба Господнего Иерусалимского (трижды: 1983, 1986, 1992).